# John Wark
John Wark, född 4 augusti 1957, är en skotsk före detta fotbollsspelare. Större delen av sin karriär tillbringade Wark i Ipswich Town med vilka han vann bland annat FA-cupen 1978 och UEFA-cupen 1981. När Wark vann UEFA-cupen med Ipswich bidrog han med 14 mål vilket var rekord och fortfarande är ett av de allra bästa resultaten genom tiderna i turneringen. Under sin tid i Liverpool FC vann han högsta ligan vid två tillfällen.
Wark valdes in i the Scottish Football Hall of Fame 2016.